# Premio Gopo
Il Premio Gopo è un premio cinematografico rumeno, considerato il più prestigioso a livello nazionale. 

## Storia
Il premio è stato istituito nel 2007 e il suo nome deriva dal cineasta Ion Popescu-Gopo, che 50 anni prima aveva vinto la Palma d'oro per i cortometraggi al Festival di Cannes. I premi Gopo premiano i migliori successi cinematografici rumeni dell'anno precedente o, nel caso del "Miglior film europeo", il miglior film europeo distribuito in Romania l'anno precedente. Viene paragonato agli Oscar statunitensi poiché viene assegnato ai migliori attori rumeni.

## Categorie
- Miglior film
- Miglior film europeo
- Miglior attore
- Miglior attrice
- Miglior attore non protagonista
- Miglior attrice non protagonista
- Miglior sceneggiatura
- Miglior sonoro
- Miglior regista
- Miglior scenografia
- Miglior battuta
- Alla carriera